# Том Селек
Томас Уилям Селек (на английски: Thomas William Selleck) е американски актьор, сценарист и продуцент, роден на 29 януари 1945 г. в Детройт, Мичиган.
Известни филми, в които той взима участие са Трима мъже и едно бебе и продължението му Трима мъже и една малка дама. Телевизионната кариера на Селек включва сериалите Приятели, Адвокатите от Бостън и Лас Вегас. Актьорът е носител на наградите Еми и Златен глобус.

## Филми
- „Кома“ - 1978 г.
- „Ласитър“ - 1978 г.
- „Трима мъже и едно бебе“ - 1987 г.
- „Нейното алиби“ - 1989 г.
- „Трима мъже и една малка дама“ - 1990 г.
- „Христофор Колумб: Откритието“ - 1992 г.
- „Любовното писмо“ - 1999 г.

## Телевизионни сериали
- „Млади и неуморни“ - От 1974 до 1975 г.
- „Магнум“ - От 1980 до 1988 г.
- „Приятели“ - 1996 г.
- „Адвокатите от Бостън“ - 2006 г.
- „Лас Вегас“ - 2007 г.
- "Синя кръв" - 2010г. до сега.